# バトルエース
『バトルエース』は、1989年11月30日にハドソンから発売されたPCエンジンスーパーグラフィックス用のシューティングゲーム。

## 概要
PCエンジンスーパーグラフィックス第1弾に発売されたゲームで、コックピット視点の3D型のシューティングゲームである。グラフィックス性能などはPCエンジンスーパーグラフィックスのデモンストレーションとしてうってつけであったという声もある。直進弾のバルカン砲とロックオン式のホーミングミサイルを駆使して機体をローリングしつつ戦う。また、ステージの最後には個性的で多彩な動きと攻撃を行うステージボスが配置されている。先に進むにしたがって未確認破壊飛行物体なども出て来るようになり、通常の敵と混在して登場する。

## プロローグ
全宇宙の秩序を保ち、全宇宙の平和を司るという我々の想像を絶する理力「コスモフォース」。
宇宙歴1989ポイント1131。デストース人はコスモフォースの力を我が物にしようと数多くの惑星に魔の手を延ばし、邪悪なる帝国「デストース帝国」を築き上げていった。デストース帝国の魔の手から逃げ延びた人々は「反乱軍」を結成し抵抗を続けたが、デストース帝国の力は余りにも巨大なものとなっていた。
宇宙歴2010ポイント4768。反乱軍はただ一機残ったバトルギア「バトル1」に最新の超伝導アタックシステムを搭載し、それを「バトルエース」とし最後の決戦へと旅立った。

## ステージ
ステージは7つの星に分かれており、7つの惑星をデストース帝国の魔の手から救い出していく。
TELLUS（テロス）
PROTEUS（プロテウス）
CRONOS（クロノス）
IO（イオ）
ASTERIA（アステリア）
HEMERA（ヘメラ）
MEDON（メドン）

## 移植
- ゲームアーカイブス（PS3、PSP、PS Vita） - 2010年4月21日から配信。